# Индустријска зона Канели - Пр4 (Асти)
Индустријска зона Канели - Пр4 је насеље у Италији у округу Асти, региону Пијемонт.
Према процени из 2011. у насељу је живело 6 становника. Насеље се налази на надморској висини од 142 м.